# 삼생리산성

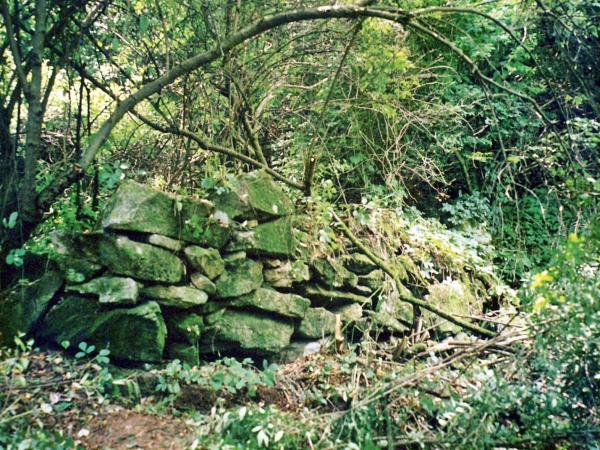
삼생리산성

삼생리산성(三生里山城)은 충청북도 음성읍 삼생리의 해발 342.3m 사향산의 산정상부에 있는 산성이다.
이 산성은 구조로 보아 계곡을 둘러싼 포곡식 산성이며, 축조방법은 능선을 따라 비탈진 경사면을 깎아내려 성벽을 만든 삭토법으로 축조하였다. 사향산성이라고도 한다.
성벽은 능선을 따라 축조하였는데 일부만 무너지고 그대로 유지되어 비교적 완형을 보이고 있다. 성문은 성벽의 일부를 절단통행로를 낸 개괄식의 성문인데 넓이가 250㎝정도이며 서향으로 입구가 열린 삼태기형으로 보인다. 성문지 양쪽으로 7m의 석축을 쌓았으며 석축에 이어 성벽을 축조하였는데 군데군데 자연석이 섞여있다. 산성 정상 부근에는 장방형의 석축이 있는데 그 구조물의 용도는 확실히 알 수 없으며 성안 골짜기에는 풍부한 물이 있어 성안생활에는 어려움이 없었을 것 같다. 산성 규모는 둘레가 약 100m정도이며 높이 100㎝, 폭 150㎝경사면 높이 200㎝정도이다.

## 참고 문헌
- 사향산성 (삼생리산성:三生里山城)